# Alain Douarinou
Alain Douarinou, né le 5 mars 1909 à Saïgon, mort le 3 septembre 1987 à Paimpol, est un directeur de la photographie et cadreur français.

## Biographie
Il débute en qualité d'assistant-opérateur auprès de Nicolas Hayer et Christian Matras. Il travaille ensuite comme directeur de la photographie, dès 1934, et comme cadreur.
C'est en collaborant avec Max Ophüls que Douarinou réalise des mouvements de caméra et des plans - restés célèbres - grâce à une caméra attachée sur une gigantesque grue. Il fait partie des rares opérateurs à travailler avec des équipements lourds, comme pour les grands mouvements à la grue dans Le Plaisir de Max Ophüls.
Il fut un hôte assidu de Sainte-Maxime (Var) où son épouse tenait un magasin d'antiquités.

## Filmographie

### Directeur de la photographie
- 1934 : Cartouche de Jacques Daroy
- 1936 : Blanchette de Pierre Caron
- 1936 : Les Demi-vierges de Pierre Caron
- 1936 : Le Secret de Polichinelle d'André Berthomieu
- 1936 : La Vie est à nous de Jean Renoir
- 1937 : La Marseillaise de Jean Renoir
- 1937 : L'Occident de Henri Fescourt
- 1938 : Le Temps des cerises de Jean-Paul Dreyfus
- 1938 : Place de la Concorde de Carl Lamac
- 1939 : Menaces d'Edmond T. Gréville
- 1939 : Nadia la femme traquée de Claude Orval
- 1939 : Les Compagnons de Saint-Hubert de Jean Georgesco - court métrage
- 1941 : La Nuit de décembre de Kurt Bernhardt

### Cadreur
- 1946 : La Symphonie pastorale de Jean Delannoy
- 1950 : La Ronde de Max Ophüls
- 1951 : Barbe-Bleue de Christian-Jaque
- 1952 : Le Plaisir de Max Ophüls
- 1952 : Fanfan la Tulipe de Christian-Jaque
- 1953 : Madame de... de Max Ophüls
- 1955 : Lola Montès de Max Ophüls
- 1962 : Vie privée de Louis Malle
- 1963 : L'Aîné des Ferchaux de Jean-Pierre Melville
- 1965 : Le Corniaud de Gérard Oury
- 1969 : Le Cerveau de Gérard Oury
- 1970 : La Rupture de Claude Chabrol
- 1971 : La Folie des grandeurs de Gérard Oury
- 1973 : Les Noces rouges de Claude Chabrol
- 1974 : Nada de Claude Chabrol
- 1975 : Une partie de plaisir de Claude Chabrol